# Powhatan
Powhatan var en mäktig indiansk stamkonfederation i Nordamerika som talade ett algonkinskt språk.

## Historia
Powhatankonfederationens grundare var, som namnet antyder, Powhatan. 

## Språk
De talade powhatan, ett algonkinskt språk.